# Sun Microsystems
Sun Microsystems, empresa adquirida pela Oracle Corporation em 2009, era, originalmente, fabricante de computadores, semicondutores e software com sede em Santa Clara, Califórnia, no Silicon Valley (Vale do Silício).  As fábricas da Sun localizam-se em Hillsboro, no estado do Oregon, nos Estados Unidos, e em Linlithgow, na Escócia.
O nome Sun vem de Stanford University Network (Rede da Universidade de Stanford).
Os produtos da Sun incluem servidores e estações de trabalho (workstations) baseados no seu próprio processador SPARC e no processador Opteron, da AMD, nos sistemas operacionais Solaris e Linux, no sistema de arquivos de rede NFS e na plataforma Java. Seus produtos de menor sucesso incluíram o sistema de janelas NeWS, a interface gráfica OpenLook e antigas versões de "clientes leves" (thin clients), ou estações de trabalho sem disco (diskless workstations).
Sun Microsystem tem sua sede no campus oeste da área de desenvolvimento Agnews em Santa Clara, Califórnia, que foi antigamente um asilo para doentes mentais. O lado leste também pertence à companhia e se localiza em San José.

## Breve história
Com aquisição pela Oracle Corporation divulgada em 20 de abril de 2009, após 27 anos de independência na prestação de serviços, a Sun começou com um projeto de estações de trabalho UNIX. A empresa começou com este projeto quando os fundadores eram alunos de graduação na Universidade de Stanford em Palo Alto, Califórnia. O nome da companhia significava no início Stanford University Network (o que refletiu no símbolo da companhia na bolsa de valores, SUNW, que hoje em dia significa Sun Worldwide). A companhia foi fundada em 1982 e entrou em bolsa em 1986. Seus fundadores foram Vinod Khosla, Scott McNealy, Bill Joy (um desenvolvedor de software de BSD Unix) e Andy Bechtolsheim; McNealy e Bechtolsheim continuam na Sun até hoje.
Outros expoentes da Sun incluem os primeiros empregados John Gilmore e James Gosling.  Sun foi um dos primeiros a defender a computação em rede baseada em UNIX, promovendo TCP/IP e especialmente NFS, como pode-se constatar no lema da companhia "The Network Is The Computer" (A rede é o computador). James Gosling liderou a equipe que desenvolveu a linguagem de programação Java. Mais recentemente, Jon Bosak liderou a criação da especificação XML no W3C.
O logo da Sun, que representa quatro cópias sobrepostas da palavra sun, foi concebido pelo professor Vaughan Pratt, também da Universidade de Stanford. A versão inicial do logo tinha os lados orientados horizontalmente, mas foi mais tarde modificado para que pudesse ser colocado no canto.

## Hardware
No início, a Sun usou a família de processadores Motorola 68000 para a série Sun 1 até Sun 3. A partir da linha Sun 4 (SPARCstation 1 e acima), a companhia usou sua própria família de processadores, SPARC, que usa uma arquitetura RISC padrão IEEE.  A Sun desenvolveu diversas gerações da arquitetura Sparc, incluindo Sparc-1, SuperSparc, UltraSparc-I, UltraSparc-II, UltraSparc-III, e atualmente UltraSparc IV. A Sun também possui uma segunda linha de processadores a baixo custo, dirigida a sistemas de base, que inclui o MicroSparc-I, MicroSparc-II, UltraSparc-IIi e UltraSparc-IIIi. A Sun teve dificuldades para manter o nível de seus rivais na guerra tecnológica de velocidade e potência de cálculo de processadores, mas sua base de clientes manteve-se leal graças à popularidade da sua versão UNIX, o sistema SunOS (e mais tarde Solaris).
Durante a primeira década de sua história, a companhia foi predominantemente uma vendedora de estações de trabalho, competindo com sucesso como um vendedor de baixos preços durante as "Guerras das estações de trabalho" (Workstation Wars) da década de 1980. No final da década de 1990, quando as estações Sun estavam perdendo em desempenho quando comparadas àas dos competidores, e especialmente para computadores pessoais Wintel, a companhia transformou-se com sucesso em um vendedor de servidores a multiprocessamento simétrico em larga escala. Essa transformação foi possível graças à tecnologia comprada da Silicon Graphics e Cray Research. A linha de servidores Cray CS-6400 foi transformada nos mainframes Sun Enterprise 10000 e Sun Enterprise 450.
Durante um curto período, no final dos anos 80, a Sun comercializou um computador baseado no Intel 80386, o Sun 386i. Uma adaptação do Solaris para a arquitetura Intel tornou-se disponível desde então. Atualmente, a Sun continua a comercializar hardware para x86 e introduziu uma versão de Solaris para o AMD64.
No meio dos anos 90, Sun adquire Diba e Cobalt Networks com o objetivo de construir "aplicações de rede" (network appliances) (computadores a função única voltados para o grande público). A Sun também comercializou um "computador de rede" (network computer), uma estação sem disco, ou diskless workstation, como ficou popularizado pelo presidente da Oracle Corporation, Larry Ellison). Nenhuma dessas duas iniciativas comerciais teve um sucesso particular.
No início dos anos 90, a Sun enfatizou o multiprocessamento simétrico (symmetric multiprocessing) para competir com as capacidades crescentes dos servidores Intel. Impulsionados pela preeminência crescente de aplicações Web de banco de dados, servidores de tipo Blade também tiveram impulso.
Em 27 de Janeiro de 2010 a Sun foi comprada pela Oracle Corporation por US$ 7,4 bilhões, com base em um acordo assinado em 20 de Abril de 2009. No mês seguinte, a Sun Microsystems, Inc. foi incorporada à Oracle USA, Inc., tornando-se a Oracle America, Inc.

## A "bolha" e suas consequências
Durante a "bolha" dot-com, a Sun teve crescimento excepcional em vendas, lucros, preço de ações e despesas. Parte disso foi devida a uma genuína expansão da demanda de serviços Web, mas outra parte foi artificial, alimentada pelo surgimento crescente de companhias start-up que propunham a seus clientes servidores Sun caros e superdimensionados, na expectativa de alto tráfego de rede que nunca se materializou. Em particular, o preço da ação cresceu a um tal nível que mesmo os dirigentes da empresa apressaram-se a relativizar. Como resposta a esse crescimento nos negócios, Sun expandiu-se de maneira agressiva em todas as áreas: número de empregados, infraestrutura e espaço de escritórios.
A explosão da bolha em 2001 foi o começo de um período de pobre desempenho nos negócios para a Sun, à medida que o crescimento dos negócios em linha fracassava em atingir as predições.
Múltiplos trimestres com perdas substanciais e lucros em declínio levaram a diversas restruturações, saída de executivos e esforços para redução de despesas. Em 2002, o preço da ação retornou a seu nível de 1998, antes da explosão "dot-com", um padrão comparável ao de outras companhias do setor. No meio de 2004, Sun fechou seu centro de Newark e centralizou todas as operações manufatureiras em seu centro de Hillsboro, Oregon, como parte de seus esforços de redução de custos.
Várias companhias (como E*Trade e Google) decidiram produzir aplicações Web baseadas em um grande número de PCs a arquitetura Intel de baixo custo rodando Linux, em vez de um pequeno número de servidores Sun de alto nível. Essas empresas tiveram benefícios, incluindo gastos mais baixos (tanto  aquisição como manutenção) e maior flexibilidade graças ao uso de software livre.

## A ênfase atual
Em 2004, Sun anulou dois grandes projetos de processadores que privilegiavam alto paralelismo de instruções e alta frequência de operação. Em vez disso, a companhia decidiu se concentrar em projetos de processadores privilegiando multi-threading e multiprocessamento. Sun também anunciou uma colaboração com Fujitsu para usar os processadores de Fujitsu em alguns computadores futuros da Sun.  Finalmente, Sun concluiu uma aliança estratégica com AMD para produzir servidores x86/x64 baseados no processador Opteron da AMD. Para isso, adquiriu Kaelia, uma start-up fundada pelo fundador da Sun Andy Bechtolsheim, que privilegiava servidores de alto desempenho baseados na arquitetura AMD.
Em fevereiro de 2005, Sun anunciou o Sun Grid, uma plataforma onde oferece serviços a um custo de U$1(Dólar) por hora de CPU para processamento e por GB/mês de espaço de armazenamento. Esta oferta é baseada em um concentrado de servidores com 3000 CPUs usado pelo setor de pesquisa e desenvolvimento durante mais de 10 anos, onde Sun anuncia poder alcançar 97% de utilização.
As iniciativas da Sun na área de software vêm fazendo uso crescente de Open Source, particularmente incluindo Solaris via a  comunidade OpenSolaris. A posição da Sun inclui uma promessa de indenização a usuários de algum programa no caso de disputas sobre propriedade intelectual a respeito desse programa. O modelo de negócios anunciado consiste na venda de serviços de suporte em uma variedade de bases, incluindo por empregado ou por instalação.
Em janeiro de 2005, Sun anunciou um lucro líquido de US$ 19 milhões para o segundo trimestre do ano fiscal de 2005, pela primeira vez em três anos. Esse anúncio foi seguido de perdas líquidas de US$9 milhões para o terceiro trimestre de 2005, como anunciado em 14 de abril de 2005.

## Software

### Sistemas operacionais
O Sun 1 foi comercializado com Unisoft V7 UNIX. No final de 1982 Sun forneceu um UNIX 4.1BSD adaptado chamado SunOS como sistema operacional para suas estações de trabalho. Em 1992, junto com AT&T, integrou BSD UNIX e System V no Solaris, que, como resultado, é baseado no UNIX SVR4.
Sun ofereceu uma variação securizada do Solaris chamada Trusted Solaris para versões anteriores ao atual Solaris 10, que inclui as mesmas capacidades já no sistema de base.
Sun também é conhecida por licenciar suas principais tecnologias sob licenças comunitárias ou open-source. Apesar de ter adotado essa política bem tarde, incluiu Linux como parte da sua estratégia, depois de vários anos de competição difícil e perdas de partes de mercado de servidores para sistemas baseados no Linux. Recentemente, Sun ofereceu um software para Linux em desktops chamado Java Desktop System (inicialmente chamado "Madhatter") para uso tanto em sistemas x86 como em sistemas a base de clientes leves (thin-client) Sun SunRay. Também anunciou a intenção de fornecer seu Java Enterprise System (uma camada de middleware) para Linux, e comercializar seu mais novo sistema operacional, Solaris 10, sob a licença open-source Common Development and Distribution License.

### Plataforma Java
A plataforma Java (Java platform), desenvolvida no início da década de 90, foi desenvolvida especificamente com o objetivo de permitir o funcionamento de programas independentemente do dispositivo onde fossem usados, baseado no ditado "Write once, run everywhere" (programe uma vez, rode em todo lugar). Apesar deste objetivo não ter sido sempre completamente alcançado (dando origem à resposta "Write once, debug everywhere", ou escreva uma vez, depure em todo lugar), Java é reconhecido como sendo largamente independente do hardware ou do sistema operacional.
Java foi inicialmente promovido como uma plataforma para applets rodando dentro do navegador internet (no lado cliente, pois). Esse posicionamento nunca teve muito sucesso, e enquanto aplicações baseadas nos navegadores tiveram um sucesso considerável ao substituir aplicações compiladas, Java nunca foi uma parte importante desta experiência dos navegadores.
A plataforma consiste em três partes principais: a linguagem de programação Java, a máquina virtual Java (JVM), e diversas APIs Java. O projeto da plataforma Java é controlado pela Sun e pela comunidade de usuários através do Java Community Process (JCP), ou processo da comunidade Java.
A linguagem Java é uma linguagem orientada a objetos. Desde sua introdução, em 1995, tornou-se uma das mais populares linguagens de programação do mundo.

### Pacote Office
Sun adquiriu a companhia alemã de software Star Division e, com ela, o StarOffice, que publicou como o pacote OpenOffice.org sob GNU LGPL e SISSL (Sun Industry Standards Source License). OpenOffice.org, frequentemente comparado com o Microsoft Office (um porta-voz da Microsoft disse que era comparável com o Office 97), é disponível em diversas plataformas e largamente utilizado pela comunidade open source.
A versão atual do StarOffice é um produto de "código fechado" baseado em OpenOffice.org. As principais diferenças entre StarOffice e OpenOffice.org são que Sun a apóia e que ela vem em pacotes com extensa documentação, uma larga gama de fontes de caracteres e modelos (templates) e com o que a Sun afirma ser um dicionário e tessaurus melhorados. Enquanto que novas edições do OpenOffice.org são relativamente frequentes, StarOffice segue um esquema de novas edições mais conservador, supostamente mais adequado para empresas.

## Frases de campanhas publicitárias
- Take it to the nth
- We are the dot in the dot-com
- We make the net work
- The Network is the Computer

A frase "dot in the dot-com" causou alvoroço de vários que acreditavam que eles fossem o verdadeiro "dot".